# 12697 Verhaeren
12697 Verhaeren este o planetă minoră (asteroid), cu un diametru de 13,731 km, din centura de asteroizi. A fost descoperită pe 26 septembrie 1989 la Observatorul European Austral de Eric Walter Elst și a fost numită după Emile Verhaeren. 
Obiectul prezintă o orbită caracterizată de o semiaxă mare de 2,7970723 UAi, o excentricitate de 0,18, o înclinație de 7,60432 ° în raport cu ecliptica.